# Festival di San Sebastián 1961

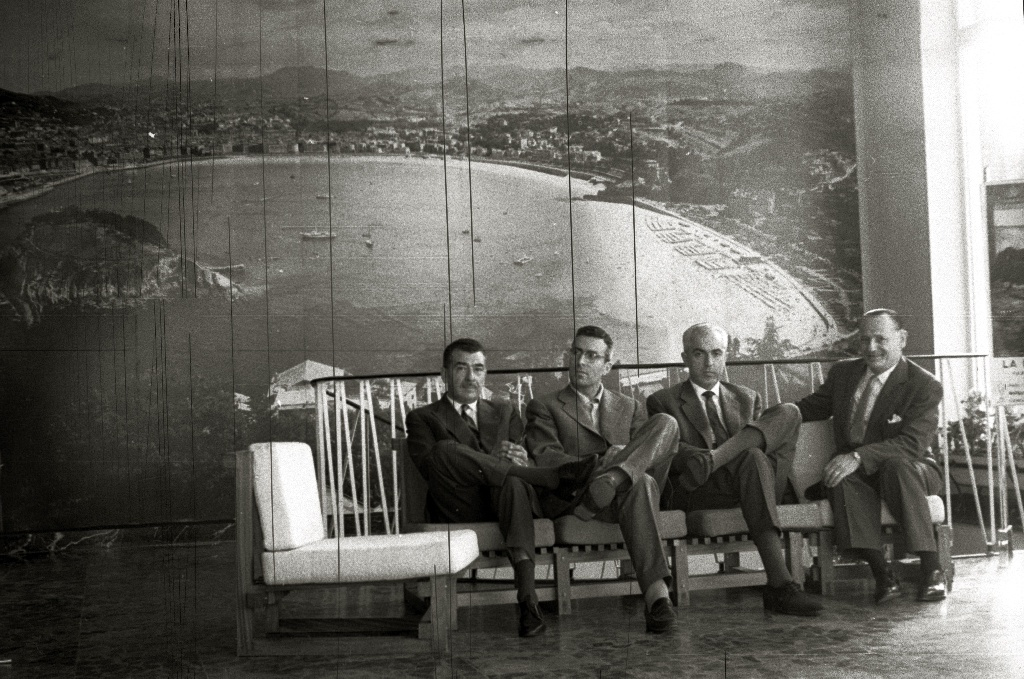
Presentazione del Festival di San Sebastián 1961

La 9ª edizione del Festival internazionale del cinema di San Sebastián si è svolta a San Sebastián dall'8 al 17 luglio 1961.

## Selezione ufficiale

### Concorso
- La carica dei cento e uno (One Hundred and One Dalmatians), regia di Clyde Geronimi, Hamilton Luske, Wolfgang Reitherman
- Hijo de hombre, regia di Lucas Demare
- I mongoli, regia di André De Toth, Riccardo Freda, Leopoldo Savona
- L'imprevisto, regia di Alberto Lattuada
- La cárcel de Cananea, regia di Gilberto Gazcón
- Les honneurs de la guerre, regia di Jean Dewever
- Milagro a los cobardes, regia di Manuel Mur Oti
- Odwiedziny prezydenta, regia di Jan Batory
- I due volti della vendetta (One-Eyed Jacks), regia di Marlon Brando
- Raça, regia di Augusto Fraga
- The Naked Edge, regia di Michael Anderson
- Un pezzo grosso (Very Important Person), regia di Ken Annakin
- Vsude zijí lidé, regia di Jirí Hanibal, Stepán Skalský

### Fuori concorso
- Hola, muchacho, regia di Ana Mariscal
- Hollywood: The Golden Years, regia di David L. Wolper
- Il sicario, regia di Damiano Damiani
- La principessa di Cleves  (La princesse de Clèves)), regia di Jean Delannoy
- Le canaglie dormono in pace (The Hoodlum Priest), regia di Irvin Kershner

## Premi
- Concha de Oro: I due volti della vendetta (One-Eyed Jacks), regia di Marlon Brando
- Concha de Plata al miglior regista: Alberto Lattuada, per L'imprevisto
- Concha de Plata alla migliore attrice: Pina Pellicer, per I due volti della vendetta (One-Eyed Jacks)
- Concha de Plata al miglior attore: Gert Fröbe per Der Gauner und der liebe Gott